# سیل‌های ۲۰۲۴ خلیج فارس
در آوریل ۲۰۲۴، بارش شدید کشورهای حاشیهٔ خلیج فارس را به شدت تحت تأثیر قرار داد و منجر به سیل ناگهانی در سرتاسر منطقه شد. چندین کشور تقریباً به اندازه یک سال بارندگی را در یک روز ثبت کردند. سیل تأثیر قابل توجهی در سراسر منطقه داشت و به‌ویژه عمان و امارات متحده عربی با اثرات این سیل درگیر شدند، که دست کم به کشته شدن ۳۲ نفر شامل ۱۹ نفر در عمان و ۸ نفر در ایران منجر شد. مناطق جنوب شرقی ایران، یمن، بحرین، قطر و استان شرقی در عربستان سعودی نیز شاهد بارش شدید باران و متعاقباً جاری شدن سیل بودند.

## دلایل
منطقهٔ خلیج فارس به هوای گرم و خشک خود مشهور است، هرچند که در سال‌های اخیر بارندگی‌های شدیدی که منجر به جاری شدن سیل شده‌اند نیز با بسامد بیشتری در این منطقه اتفاق افتاده‌اند. انجمن سلطنتی هواشناسی بحرین اشاره کرده است که دلیل احتمالی این بارندگی سامانه همرفتی میان‌مقیاس بوده است. اسراء النقبی، هواشناس ارشد در مرکز ملی هواشناسی امارات متحده عربی (NCM) در توضیحات بیشتری که ارائه کرده گفته است که «یک سامانهٔ کم‌فشار در اتمسفر بالایی، جفت‌شده با فشار کم در سطح مانند «چلاندن» فشار بر روی هوا عمل کرده است و با تشدید از سوی تضاد میان دمای بالا در سطح زمین و دمای پایین در ارتفاعات، شرایط را برای شکل‌گیری توفان‌های تندری قدرتمند فراهم کرده است». هواشناسان در دانشگاه ریدینگ تأیید کرده‌اند که این بارندگی شدید متأثر از توفان‌های تندری بزرگ بوده است.
ریچارد آلن، استاد علوم اقلیم در دانشگاه ریدینگ، و فردریک اوتو، استاد ارشد علوم اقلیم در امپریال کالج لندن، این آب و هوای غیرعادی را با تغییر اقلیم مرتبط دانسته‌اند و گفته‌اند که «با گرم‌تر شدن هوا، بارندگی در سرتاسر جهان همواره در حال شدت گرفتن بوده است». این منطقه پیش از این نیز در سال‌های اخیر مورد هجوم موج‌های گرما و چرخند بوده است، و با افزایش دما و سطح رطوبت، پژوهشگران انتظار افزایش ریسک جاری شدن سیل در منطقهٔ خلیج فارس را داشته‌اند.

## اثرات

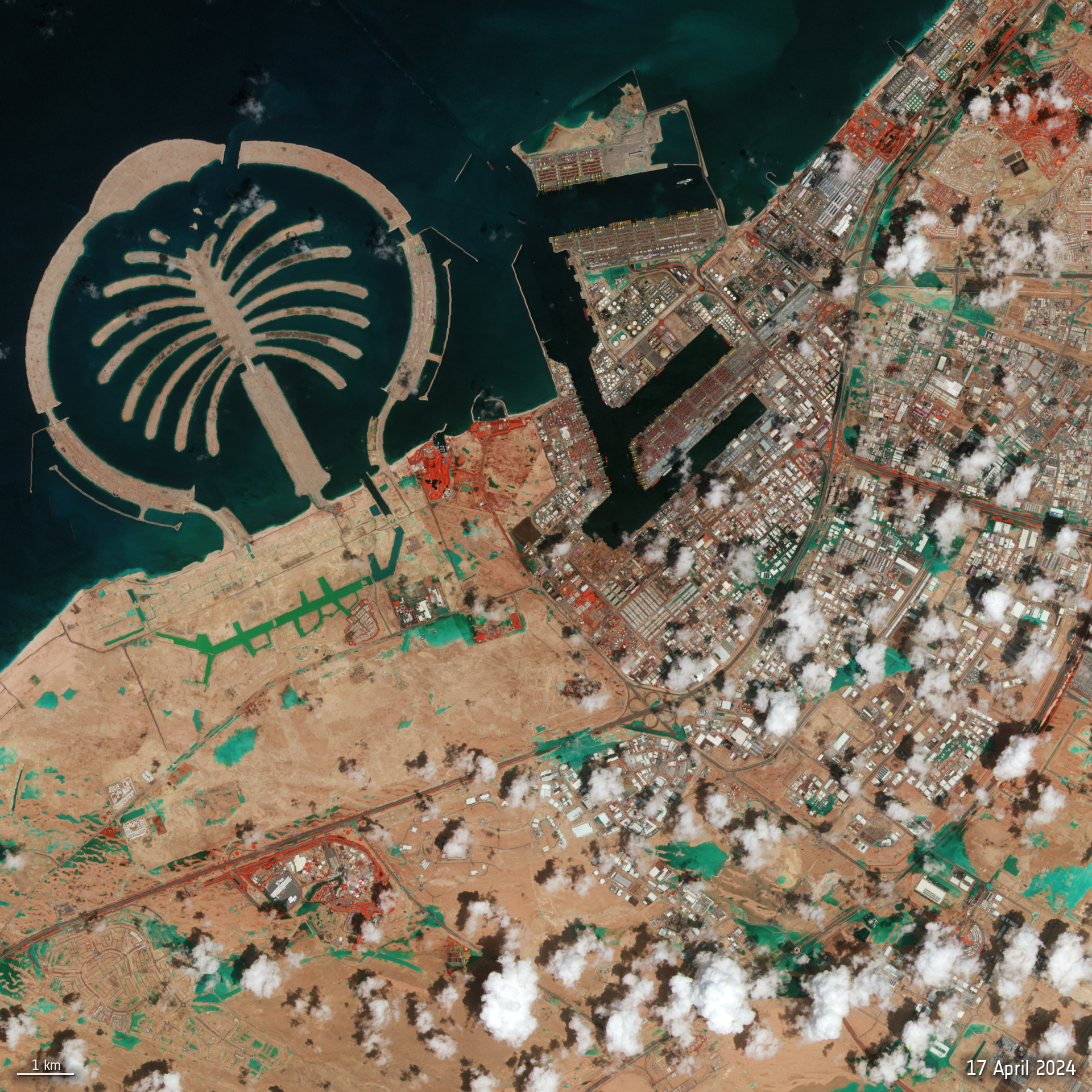
تصویر ترکیبی ماهواره‌ای رنگ کاذب از سیل در جبل علی، دبی، مشخص‌شده با رنگ فیروزه‌ای.

### عمان
در عمان، دست کم ۱۹ نفر در پی جاری شدن سیل کشته شدند. این تعداد شامل ۱۰ کودک دانش‌آموز و رانندهٔ آن‌ها می‌شود که در ۱۴ آوریل در سمد الشان سیل خودروی آن‌ها را با خود برد. امدادگران جسد یک دختربچه را در صحم پیدا کردند. منطقه‌ای که در برخورد سیل بدترین شرایط را تجربه کرده است، استان شرقیه شمالی بوده است که سیل گسترده در آن گزارش شده است. برخی پروازها از مبدأ فرودگاه بین‌المللی مسقط دچار تأخیر شده یا به‌طور کلی لغو شدند.

### امارات متحده عربی
بارش باران در امارات متحده عربی در ساعات پایانی روز ۱۵ آوریل ۲۰۲۴ آغاز شد و روز بعد، سه‌شنبه ۱۶ آوریل ۲۰۲۴ شدت گرفت و طبق اعلام رسمی، در روز چهارشنبه ۱۷ آوریل ۲۰۲۴ پایان یافت. امارات متحده عربی شاهد شکسته شدن رکورد بارندگی در بازهٔ ۲۴ ساعته بود که از داده‌های هواشناختی امارات از زمان آغاز به ثبت آن‌ها در سال ۱۹۴۹ نیز پیشی گرفت. طبق اعلام مرکز ملی هواشناسی، بیشترین میزان بارندگی در منطقهٔ ختم‌الشکله در العین ثبت شده است که در کمتر از ۲۴ ساعت به ۲۵۴٫۸ میلیمتر (۱۰٫۰۳ اینچ) رسیده است. سیل‌های گسترده در هر هفت امارت این کشور گزارش شده است. تا پیش از جاری شدن سیل، میزان حدودی بارندگی بین ۴۰ میلیمتر (۱٫۶ اینچ) تا ۱۰۰ میلیمتر (۳٫۹ اینچ) در برخی نقاط امارات متحده عربی تخمین زده می‌شد.
یک مرد ۷۰ سالهٔ شهروند امارات پس از شناور شدن خودروی او در سیل در یک وادی در رأس‌الخیمه کشته شد. سه کارگر فیلیپینی نیز در این سیل کشته شدند که دو نفر از آن‌ها در یک خودروی گرفتار در سیل گرفتار شدند، و دیگری نیز پس از سقوط خودرویش در یک فروچاله کشته شد. یک مرد پاکستانی حدوداً ۵۰ ساله که در حال رانندگی با یک تانکر متعلق به شهرداری بود، پس از آن که سیل خودروی او را با خود به یک وادی برد، غرق شد.
گزارش‌هایی مبنی بر زمین‌لغزش در رأس‌الخیمه و العین دریافت شده است. به ساکنان هشدار داده شده است که در خانه بمانند و مگر در موارد ضروری، از رانندگی خودداری کنند. ساکنان کشور امارات به‌طور گسترده با قطعی برق، اینترنت و آب مواجه شدند. مدارس و واحدهای بخش خصوصی در سرتاسر این کشور ملزم شدند که باقی روزهای هفته (به‌جز دوشنبه) را از راه دور و از خانه به کار بپردازند.
خدمات متروی دبی به شدت تحت تأثیر این حوادث قرار گرفت و با توقف خدمات‌رسانی، حدود ۲۰۰ مسافر در ایستگاه‌های متعدد گرفتار شدند. در روز بعد، ادارهٔ راه و ترابری بررسی‌های تعمیراتی لازم را انجام داد و خدمات‌رسانی در هر دو خط دبی به‌صورت محدود از سر گرفته شد. خدمات اتوبوس‌رانی بین شهری در مسیرهای دبی-ابوظبی، دبی-شارجه و دبی-عجمان متوقف شد. در مجموع ۱٬۲۴۴ پرواز در یک بازهٔ دو روزه در فرودگاه بین‌المللی دبی لغو شدند و ۴۱ پرواز نیز به جای دیگری هدایت شدند. تمامی پروازهای فلای‌دبی که برای ترک دبی در روز ۱۶ آوریل برنامه‌ریزی شده بودند، لغو شدند. در فرودگاه دبی، در مجموع ۱۶۴ میلیمتر (۶٫۴۵ اینچ) بارندگی به ثبت رسید.
مسابقهٔ فوتبال نیمه‌نهایی لیگ قهرمانان آسیا بین تیم اماراتی العین و تیم الهلال عربستان سعودی که قرار بود العین برگزار شود، به دلیل جاری شدن سیل برای یک روز به تعویق افتاد.
بیش از ۱۰۰ خانواده‌ای که در یک برج چند طبقه در محیصنه ۴ در دبی زندگی می‌کردند، پس از وارد آمدن صدماتی به سازه‌های این ساختمان، در ساعات پایانی روز ۱۹ آوریل از این مکان بیرون برده شدند. باران‌های سیل‌آسا باعث آبگرفتگی زیرزمین این ساختمان شده بود. اگرچه آب با پمپ از آنجا تخلیه شد، حتی با گذشت پنج روز همچنان آب راکد به‌همراه خودروهای غرق‌شده در زیرزمین ساختمان باقی بود.
پنج روز پس از بارندگی‌ها، بخش‌های بزرگی از شارجه درگیر نگرانی‌هایی در زمینهٔ سلامتی نشأت‌گرفته از آب راکد آلوده شده به فاضلاب بود. گزارش‌هایی از بیمار شدن افراد و بروز استفراغ در کودکان دریافت شده بود که باعث شد میزان نیاز به مراقبت‌های پزشکی افزایش پیدا کند.

### بحرین

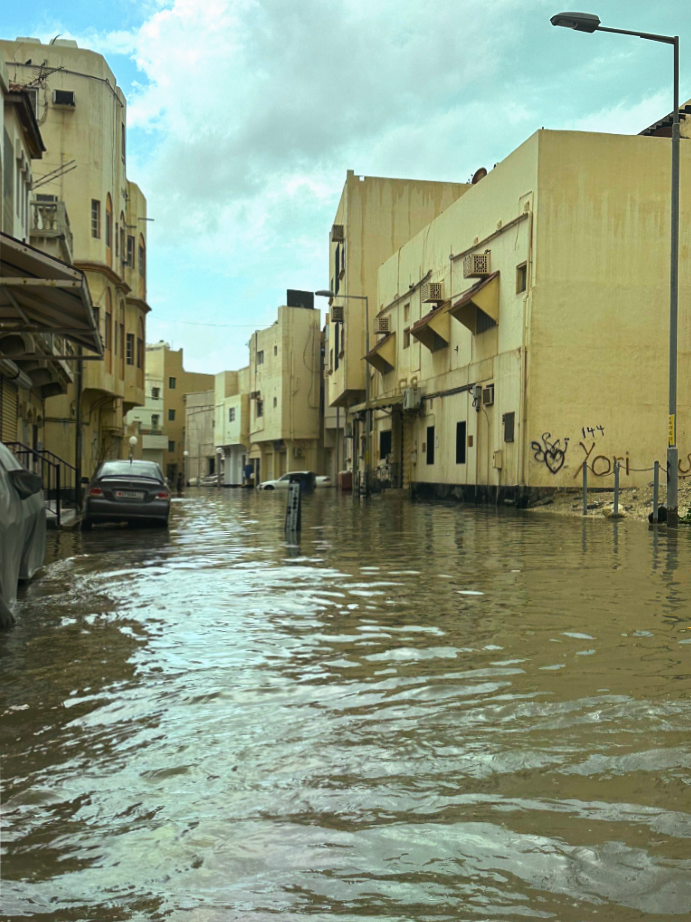
یک خیابان سیل‌گرفته در محرق، بحرین

بارش شدید باران و توفان‌های تندری در روزهای ۱۵ و ۱۶ آوریل رخ داد که منجر به سیل‌های گسترده و تعدد خودروهای ترک‌شده در جاده‌ها شد. به گفتهٔ ادارهٔ هواشناسی بحرین، به‌طور میانگین ۶۷٫۶ میلیمتر (۲٫۶۶ اینچ) بارش باران در طول ۴۸ ساعت گزارش شده است که دومین میزان بالای بارش ثبت‌شده در تاریخ بحرین محسوب می‌شود. The وزارت امور داخلی بحرین هشدار ایمنی عمومی صادر کرده است و از شهروندان خواسته است که در خانه بمانند. وزارت آموزش و پرورش نیز در نتیجهٔ جاری شدن سیل، مدارس و مؤسسات آموزشی سطوح بالاتر را تعطیل اعلام کرده است. پیش‌بینی شده است که سرعت وزش باد به ۷۰ کیلومتر بر ساعت برسد. در پی بارش باران سقف یک سوپرمارکت در ستره فرو ریخت.

### قطر
بارش شدید باران و وزش بادهای شدید عموماً محدود به بخش‌های شمالی کشور به مرکزیت شهرهای مدینه الشمال و الرویس (قطر) بود. در دوحه رگبارهای پراکنده گزارش شد. مدارس و ساختمان‌های عمومی به دلیل هوای نامساعد تعطیل شدند و خدمات‌رسانی در آن روز به‌صورت اینترنتی انجام شد.

### ایران
بارش شدید باران و جاری شدن ناگهانی سیل در جنوب شرقی ایران نیز گزارش شد. استان‌های سیستان و بلوچستان، هرمزگان و کرمان بیش از سایر نقاط تحت تأثیر قرار گرفتند؛ ۸ نفر در سیستان و بلوچستان کشته شدند و ۳ نفر نیز در استان کرمان مفقود شدند.

### عربستان سعودی
در استان شرقی بارش شدید باران گزارش شد. سیل‌های گسترده در کل استان، به‌ویژه دمام، مرکز این استان، جاری شدند و به بسته شدن تونل‌ها و تعطیلی مدارس انجامیدند.

### کویت
ادارهٔ هواشناسی کویت هشدار بارش شدید باران و احتمال بروز توفان‌های تندری در روز ۱۶ آوریل را صادر کرد.

### یمن
در ۱۷ آوریل بارندگی سیل‌آسا و سیل ناگهانی در استان حضرموت یمن رخ داد و بنا بر گزارش‌ها، یک نفر کشته شد و خسارات شدیدی به یک ساختمان وارد شد. بارش شدید باران در کوهستان‌های نزدیک بندر مکلا امکان رانش زمین را افزایش داد.

## پاسخ‌ها
در ۱۷ آوریل، ولیعهد و نخست‌وزیر بحرین سلمان بن حمد بن عیسی آل خلیفه اعلام کرد که برای ارزیابی و جبران خسارت‌های وارد شده به خانه‌های ساکنان بر اثر بارش باران، برنامه‌ریزی شده است. در آستانهٔ آغاز بارندگی‌های شدید، یک کارگروه اضطراری مشترک سراسری میان وزارت کار و شورای شهرداری‌های بحرین برای رهبری امدادرسانی سیل از جمله خارج کردن آب باران از خیابان‌ها و پمپ کردن آن به دریاچهٔ اللوزی تشکیل شد.
پلیس سلطنتی عمان ۱۵۲ عملات انجام داد و ۱٬۶۳۰ فرد گرفتار در سیل را در سراسر کشور نجات داد.
محمد بن زاید آل نهیان، رئیس امارات متحده عربی در ۱۷ آوریل اعلام کرد که برنامه‌هایی برای ارزیابی خسارت‌ها و پشتیبانی از خانواده‌های خسارت‌دیده تدوین شده است. علاوه بر این، او دستور داد که مطالعاتی پیرامون زیرساخت‌های کشور انجام شود. حمدان بن محمد آل مکتوم، ولیعهد دبی و رئیس شورای اجرایی دبی در ۱۸ آوریل نشستی را به‌منظور آمادگی برای بحران‌های آینده برگزار کرد. تا ۱۷ آوریل، مرکز جستجو و نجات گارد ملی ۱۳۶ عملیات انجام داده که شامل ۷۱ عملیات جستجو و نجات، و ۶۵ عملیات تخلیهٔ پزشکی بوده است.

## واکنش‌ها
حسین ابراهیم طه، دبیرکل سازمان همکاری اسلامی، با قربانیان سیل ابراز همدردی کرده است.

### اتهامات بارورسازی ابرها
در پی وقوع سیل، برخی رسانه‌های خبری از احمد حبیب، متخصص هواشناسی نقل کرده‌اند که این بارندگی‌های شدید با برنامهٔ بارورسازی ابرها از سوی امارات متحده عربی مرتبط بوده‌اند. به دلیل آب و هوای خشک بیابانی و دمای بالا، به منظور مقابله با کمبود آب، بارورسازی ابرها پیش از این در امارات متحده عربی انجام شده است.
عمر الیزیدی، معاون مدیر کل مرکز ملی هواشناسی امارات متحده عربی این اتهامات را رد کرده و گفته است که این مؤسسه «هیچ‌گونه عملیات بارورسازی در طول این رویداد انجام نداده است». سایر مفسران خبری نیز ارتباط این وقایع با بارورسازی را رد کرده‌اند و گفته‌اند که این فناوری به شکل حاشیه‌ای باعث افزایش بارش باران می‌شود و برنامهٔ بارورسازی امارات متحده عربی محدود به بخش‌های شرقی این کشور و دور از ناحیه‌های کلان‌شهری با جمعیت متراکم بوده است؛ سایر متخصصان، نظیر انجمن سلطنتی هواشناسی، بیان کرده‌اند که بارورسازی ابرها تأثیرات ناچیزی دارد، و برخی دیگر نیز اشاره کرده‌اند که تمرکز بر بارورسازی ابرها «گمراه‌کننده» است.
دانشمندان دانشگاه ریدینگ که برنامهٔ بارورسازی ابرهای آن مورد استفاده امارات متحده عربی است، با استناد به این که این الگوی آب و هوایی بزرگ‌مقیاس از قبل پیش‌بینی شده بود و آنقدر بزرگ بوده است که نتواند متأثر از بارورسازی ابرها باشد، این موضوع که بارورسازی ابرها باعث بارش‌های شدید شده است را رد کرده است. این دانشگاه همچنین اضافه کرده است که آثار بارورسازی ابرها معمولاً کوتاه‌مدت است و تنها برای چند ساعت باقی می‌ماند.